# Paraphylax fumeae
Paraphylax fumeae är en stekelart som beskrevs av Setsuya Momoi 1966. Paraphylax fumeae ingår i släktet Paraphylax och familjen brokparasitsteklar. Inga underarter finns listade i Catalogue of Life.